# Cusseta (Alabama)
Cusseta è un comune degli Stati Uniti d'America situato nella contea di Chambers dello Stato dell'Alabama.
Ha ripreso lo status di city nell'aprile 2007, quando gli abitanti della cittadina hanno scoperto un documento che provava come nel 1853 Cusseta fosse una incorporated city, titolo poi perduto evidentemente a causa dello spopolamento del centro abitato. A seguito di una petizione popolare il giudice competente della Contea di Chambers ha così istituito di nuovo la city di Cusseta nominando un sindaco e cinque consiglieri.